# جيمس أنغولو
جيمس أنغولو (بالإسبانية: James Angulo)‏ (20 يناير 1974 في توماكو في كولومبيا – )؛ هو لاعب كرة قدم سابق كان يلعب كمهاجم.

## وصلات خارجية
- جيمس أنغولو على موقع الاتحاد الدولي (مؤرشف)  (الإنجليزية)
- جيمس أنغولو على موقع رابطة كرة القدم اليابانية للمحترفين (اليابانية)
- جيمس أنغولو على موقع Soccerway.com (الإنجليزية)
- جيمس أنغولو على موقع عالم كرة القدم.نت (الإنجليزية)